# Maquinista Gallini
Maquinista Gallini es una comuna situada en el departamento Río Primero, provincia de Córdoba, Argentina.
Se encuentra situada sobre el ferrocarril de cargas General Mitre, por el cual rara vez pasa el tren.
Dista de la Ciudad de Córdoba en 70 km aproximadamente.
La principal actividad económica es la agricultura seguida por la ganadería, siendo el principal cultivo la soja. 
La producción láctea también tiene cierta relevancia en la economía local.
Existen en la localidad una extensión del programa prohuerta del Instituto Nacional de Tecnología Agropecuaria, una escuela primaria, un destacamento policial, un dispensario y un edificio comunal.
La parroquia de la localidad está bajo la advocación del "Santísimo Redentor".

## Población
Cuenta con 96 habitantes (Indec, 2022), lo que representa un incremento del 7% frente a los 69 habitantes (Indec, 2010) del censo anterior.
| Gráfica de evolución demográfica de Maquinista Gallini entre 1991 y 2022 |
|                                                                          |
| Fuente: Censos nacionales del INDEC                                      |

## Sismicidad
La sismicidad de la región de Córdoba es frecuente y de intensidad baja, y un silencio sísmico de terremotos medios a graves cada 30 años en áreas aleatorias. Sus últimas expresiones se produjeron:
- 22 de septiembre de 1908 (116 años), a las 17.00 UTC-3, con 6,5 Richter, escala de Mercalli VII; ubicación 30°30′0″S 64°30′0″O / -30.50000, -64.50000; profundidad: 100 km; produjo daños en Deán Funes, Cruz del Eje y Soto, provincia de Córdoba, y en el sur de las provincias de Santiago del Estero, La Rioja y Catamarca[2]

- 16 de enero de 1947 (78 años), a las 2.37 UTC-3, con una magnitud aproximadamente de 5,5 en la escala de Richter (terremoto de Córdoba de 1947)[1]

- 28 de marzo de 1955 (70 años), a las 6.20 UTC-3 con 6,9 Richter: además de la gravedad física del fenómeno se unió el desconocimiento absoluto de la población a estos eventos recurrentes (terremoto de Villa Giardino de 1955)

- 7 de septiembre de 2004 (20 años), a las 8.53 UTC-3 con 4,1 Richter

- 25 de diciembre de 2009 (15 años), a las 21.42 UTC-3 con 4,0 Richter